# Nils Suber
Nils Harald Suber, född 11 juni 1890 i Dannike församling, Älvsborg län, död 24 april 1985 i Matteus församling, Stockholm, var en svensk mykolog och svampboksförfattare.
Som författare utgav han ett flertal svamprelaterade böcker, bl.a. I Svampskogen utgiven av Rabén & Sjögren, 1950 och Svamp till fest och vardag, Rabén & Sjögren, 1974.